# Vineta Steinburg
Vineta Steinburg GmbH war ein regional im Kreis Steinburg tätiges Verkehrsunternehmen und 100%ige Tochtergesellschaft der Vineta Verkehrsgesellschaft in Kiel. Seit 2022 werden die ehemaligen Leistungen der Vineta Steinburg, nun von „die Linie“ übernommen.

## Betrieb
Vineta Steinburg betrieb ab dem 1. Januar 2014 gemeinsam mit dem Partnerunternehmen Graf Recke im Auftrag der Kreisverwaltung den regionalen öffentlichen Personennahverkehr im Kreisgebiet von Steinburg. Sie folgte damit auf das Unternehmen Steinburger Linien. Zugleich stellte das Unternehmen auch den Linienbusverkehr der beiden kreisangehörigen Städte Itzehoe und Glückstadt bereit. Außerdem bot das Unternehmen Regionalbuslinien von Itzehoe nach Huje über Heiligenstedten (Linie 3) und Neuenkirchen über Kremperheide (Linie 9) an.

## Linien Itzehoe (bis 2021)
Die Angabe der Taktstruktur beziehen sich auf montags bis freitags.
| Linie | Verbindung                                                         | Klassifizierung | Taktstruktur    | Anmerkung                                                               |
| ----- | ------------------------------------------------------------------ | --------------- | --------------- | ----------------------------------------------------------------------- |
| 1     | Liethberg – ZOB – Rathaus – Klosterforst – Elbeblick               | Stadtlinie      | Stundentakt     |                                                                         |
| 3     | Itzehoe – Liethberg – Heiligenstedten – Oldendorf – Huje (– Kleve) | Regionallinie   | Stundentakt     | nach Kleve hauptsächlich für den Schülerverkehr                         |
| 4     | Heiligenstedtenerkamp – ZOB – Sude/West – Klinikum – IZET          | Stadtlinie      | 30-Minuten-Takt | innerhalb der Woche teilweise mit Gelenkbus                             |
| 5     | Kratt – Rathaus – ZOB – Suder Allee – Edendorf                     | Stadtlinie      | 30-Minuten-Takt |                                                                         |
| 8     | Klinikum – Ostlandplatz – ZOB – Rathaus – Oelixdorf                | Stadtlinie      | 30-Minuten-Takt |                                                                         |
| 9     | Itzehoe – Kremperheide – Neuenkirchen                              | Regionallinie   | 30-Minuten-Takt | innerhalb der Woche teilweise mit Gelenkbus                             |
| 11    | Itzehoe – Ottenbüttel – Hohenaspe – Reher                          | Regionallinie   | kein Takt       | Linie vom Busunternehmen Rathje, anteilig mit Bussen der Vineta bedient |

## Linien Glückstadt
Der Stadtverkehr in Glückstadt besteht aus 4 Ringlinien, die alle am Markt (Glückstadt ZOB) starten und enden.
| Linie       | Region                   | Verbindung                                                             |
| ----------- | ------------------------ | ---------------------------------------------------------------------- |
| 6201        | Glückstadt Nord          | Markt – Katholische Kirche – Flensburger Str. I – Markt                |
| 6202        | Glückstadt Tegelgrund    | Markt – Krankenhaus – Bahnhof – Markt                                  |
| 6203        | Glückstadt Herrenfeld    | Markt – Herrenfeld – Markt                                             |
| 6204 (6523) | Glückstadt Grillchaussee | Markt – Grillchaussee 40 – Grillchaussee 77 – Grillchaussee 40 – Markt |

## Fuhrpark
Die Vineta Steinburg hat mehrere Mercedes-Benz Citaro C2 als Solo- und Gelenkbus, mit denen sie diese Linien befuhr.
Die Gelenkbusse verkehren hauptsächlich auf den Linien 4 sowie 9. Dort unterstützen sie, besonders in den Hauptverkehrszeiten, die Solowagen.